# Косовски вилает
Косовският вилает (на османски турски: ولايت قوصوه; на турски: Vilâyet-i Kosova; на албански: Vilajeti i Kosovës), известен и като Скопски вилает, е вилает в Османската империя от 1877 до 1913 година с център град Скопие. Населението на вилаета към 1911 година е 1 602 949.

## История
В 1878 година Призренската лига излиза с предложение Шкодренски, Янински, Косовски и Битолски вилает да се обединят в единен Албански вилает.
След Балканската война по-голямата част от територията на Косовския вилает е разделена между Черна гора и Кралство Сърбия, като тези граници са ратифицирани с Лондонския мирен договор, като самата Османска империя признава новите граници след мирно споразумение с Кралство Сърбия от 14 март 1914 година.

- Карта на Косовския вилает (1875 – 1878)
- Карта на Косовския вилает (1881 – 1913)
- Карта на Косовския вилает от 1907 г.

## Демография
Населението на вилаета е етнически хетерогенно, като много от жителите са албанци и българи християни. Има много оценки на състава на Косовския вилает, като последната е публикувана на 21 декември 1912 година. Според тази публикация общото население на вилаета към 1912 година е около 827 100 жители, от които повечето са българи християни и албанци мюсюлмани:
| Етнос              | Брой    |
| албански мюсюлмани | 418 000 |
| българи християни  | 250 000 |
| сърби              | 113 000 |
| смесени            | 22 000  |
| българи мюсюлмани  | 14 000  |
| турци мюсюлмани    | 9000    |
| власи              | 900     |
| гърци              | 200     |
| общо               | 827 100 |

В началото на XX век процентът на чифлишките, смесените и свободните екзархийски села в Солунски, Скопски и Битолски вилает е:
| Вилаети         | % чифлишки села | % смесени села | % свободни |
| --------------- | --------------- | -------------- | ---------- |
| Солунски вилает | 46,10           | 6,15           | 47,75      |
| Битолски вилает | 14,68           | 26,30          | 59,02      |
| Скопски вилает  | 30,00           | 20,00          | 50,00      |

## Административно деление
След административните реформи в 1867 и 1877 година някои части от Битолския вилает са отстъпени на новосъздадените Шкодренски (1867) и Косовски вилает.
Административното деление на Косовския вилает до 1913 година е:
- Скопски санджак
- Прищински санджак
- Сиенишки санджак
- Печки санджак
- Ташлидженски санджак
- Призренски санджак

## Валии
Призренски валии
| Име (година на раждане – година на смърт)            | Години                     |
| ---------------------------------------------------- | -------------------------- |
| Исмаил Рахми паша Тепеделенлизаде (1806 – 1875)      | юли 1869 – януари 1871     |
| Сафвет паша Татар (? – 1895)                         | януари 1871 – ноември 1871 |
| Галиб паша Саръ                                      | ноември 1871 – август 1872 |
| Абдурахман Нуредин паша (1836 – 1912)                | август 1872 – април 1873   |
| Мехмед Акиф паша Арнавуд Калканделенли (1822 – 1893) | април 1873 – май 1873      |
| Хюсеин Хюсню паша (? – 1877)                         | май 1873 – април 1874      |
| Ферик Ахмед Хамди паша                               | 1874 – 4 септември 1875    |
| Акиф Мехмед паша                                     | 1875 – 1878                |

Косовски валии
| Име (година на раждане – година на смърт)  | Години                        |
| ------------------------------------------ | ----------------------------- |
| Халил Рифат паша (1827 – 1901)             | февруари 1877 – юни 1878      |
| Мехмед Назиф паша Манастърлъ (1832 – 1889) | юни 1878 – декември 1879      |
| Хюсеин Фикри паша (? – 1888)               | декември 1879 – август 1880   |
| Осман Нури паша Потирикли                  | август 1880 – юни 1881        |
| Ахмед Хъфзъ паша (1832 – 1900)             | юни 1881 – юли 1883           |
| Абди паша                                  | юли 1883 – октомври 1885      |
| Мехмед Фаик паша Селаникли (1838 – 1908)   | октомври 1885 – октомври 1889 |
| Ахмед Еюб паша (1833 – 1893)               | октомври 1889 – декември 1890 |
| Абдулкадир Кемали паша (? – 1892)          | декември 1890 – юни 1891      |
| Мехмед Шакир паша (? – 1898)               | юни 1891 – юли 1892           |
| Едхем паша                                 | юли 1892 – декември 1893      |
| Хафъз Мехмед паша Ерзурумлу (1847 – 1903)  | декември 1893 – април 1900    |
| Мехмед Решад бей                           | април 1900 – януари 1903      |
| Хафъз Мехмед паша Ерзурумлу (1847 – 1903)  | януари 1903 – април 1903      |
| Шакир паша                                 | април 1903 – април 1905       |
| Махмуд Шевкет паша (1856 – 1913)           | април 1905 – август 1908      |
| Мехмед Хади паша Багдадлъ (1861 – 1932)    | август 1908 – май 1909        |
| Хюсеин Хюсню паша (1856 – 1926)            | май 1909 – август 1909        |
| Али Мазхар бей                             | август 1909 – ноември 1910    |
| Халил бей                                  | ноември 1910 – ноември 1911   |
| Мазхар бей                                 | ноември 1911 – август 1912    |
| Али Галиб паша Мюстедами (1863 – 1918)     | август 1912                   |